# エーヤワディー・ユナイテッドFC
エーヤワディー・ユナイテッドFC（ビルマ語: ဧရာ၀တီယူႏိုက္တက္ ေဘာလံုးအသင္း、英: Ayeyawady United Football Club）は、ミャンマーのパテインを本拠地とするサッカークラブである。ミャンマー・ナショナルリーグに所属する。

## 概要
ミャンマー・ナショナルリーグが設立された2009年にエーヤワディ地方域を代表するクラブとしてデルタ・ユナイテッドFCとして結成された。2011年に現在のクラブ名称に変更された。2011年のリーグでは15勝7分0敗の無敗でリーグを終えて準優勝し、リーグ優勝したヤンゴン・ユナイテッドと共に翌年のAFCカップにミャンマーのサッカークラブとして初めて参加することとなった。

## 獲得タイトル

### 国内タイトル
なし

## 歴代所属選手
- Rodrigo Nicolas Gomez
- Javier Ignacio Leon
- Fernando Daniel Rojas
- 大友慧（2013年-）
- 西原拓夢（2016年-）